# Cloruro di molibdeno(V)
Il cloruro di molibdeno(V) o pentacloruro di molibdeno è il composto binario con formula MoCl5, dove il molibdeno è nello stato di ossidazione +5. In condizioni normali MoCl5 è un solido di colore molto scuro descritto variamente come nero, blu scuro, o verde scuro. È il più importante alogenuro di molibdeno, base di partenza per la sintesi di composti organometallici di molibdeno.

## Storia
Il composto fu probabilmente osservato già da Jöns Jacob Berzelius nel 1825 e quindi da Christian Wilhelm Blomstrand nel 1857, ma fu ottenuto puro e caratterizzato solo da L. Paul Liechti e Bernhard Kempe nel 1873.

## Struttura molecolare
Allo stato solido il pentacloruro di molibdeno ha una struttura dimera Mo2Cl10, come si osserva negli analoghi Nb2Cl10 e Ta2Cl10, che appartengono al gruppo precedente della tavola periodica.
I cristalli hanno struttura monoclina, gruppo spaziale C2/m, con costanti di reticolo a = 1731 pm, b = 1781 pm, c = 607,9 pm, β = 95,7°, con 12 unità di formula MoCl5 per cella elementare.
Allo stato gassoso sono invece stati osservati monomeri MoCl5 presenti principalmente nelle due diverse configurazioni di piramide a base quadrata e bipiramide trigonale, con rispettive simmetrie C4v e D3h. Le specie monomeriche hanno un elettrone spaiato e sono paramagnetiche,

## Sintesi
Il composto si ottiene per reazione diretta in condizioni controllate, curando di rimuovere tracce di ossigeno e di ossidi superficiali dal molibdeno metallico.
{\displaystyle {\ce {2 Mo + 5 Cl2 -> 2 MoCl5}}}

## Reattività
MoCl5 è un composto molto reattivo, che si idrolizza rapidamente in presenza di umidità rilasciando acido cloridrico e ossicloruri di molibdeno(V) come MoOCl3. La reazione in acqua è violenta. Si scioglie invece senza decomporsi in solventi come etere dietilico, tetracloruro di carbonio e disolfuro di carbonio.
Con acetonitrile MoCl5 si riduce formando [MoCl4(CH3CN)2], un composto molto utile per la sintesi di altri complessi di molibdeno(IV) dato che il legante acetonitrile è labile.
{\displaystyle {\ce {2 MoCl5 + 5 CH3CN -> 2 [MoCl4(CH3CN)2] + HCl + ClCH2CN}}}
Trattando MoCl5 con bromuro di idrogeno si può ottenere il bromuro di molibdeno(IV):
{\displaystyle {\ce {2 MoCl5 + 10 HBr -> 2 MoBr4 + 10 HCl + Br2}}}
MoCl5 è un buon acido di Lewis; con anioni cloruro si forma la specie ottaedrica [MoCl6]−.

## Tossicità / Indicazioni di sicurezza
Il composto va maneggiato con tecniche particolari in atmosfera inerte, dato che reagisce con umidità e acqua rilasciando HCl e prodotti secondari, e risulta quindi fortemente corrosivo.